# William Jones (Brauer)
William Jones, genannt „Stoney“, (* 1874 in Wales; † 1936) war ein walisischer Brauer und Gründer der Eureka Brewery, die nach seinem Tod als Jones Brewing Company bekannt wurde.

## Biographie
Jones emigrierte in die USA im Jahr 1885. Zunächst arbeitete er als Bergarbeiter in einer Kohlemine südöstlich von Pittsburgh. Später erstand er ein Hotel mit Gaststätte in Sutersville. 1900 erstand er das Smithton Hotel in Smithton. 1907 stieg Jones in das Braugeschäft ein. Es existieren zwei Versionen zu den genauen Umständen der Brauereigründung:
- Er habe die Brauerei in Sutersville beim Kartenspiel gewonnen und 1907 nach Smithton verlegt.
- Er habe den Vertrag mit seinem Bierlieferanten im Jahr 1905 aufgekündigt und habe daraufhin seine eigene Brauerei eröffnet.

Auch für die Namensgebung der Brauerei, Eureka Brewery, existieren zwei Erklärungen: Entweder sei sie nach dem Bergwerksort Eureka benannt oder nach dem glücklichen Ausruf Jones‘ über den Kauf dreier artesischer Brunnen. Die Brauerei produzierte „Eureka Gold Brown Beer“, welches von Kunden bald vereinfacht „Stoney’s“ genannt wurde.
Bis zum Beginn der Prohibition erreichte die Brauerei einen Jahresausstoß von 25.000 Barrel. Um sich über Wasser zu halten, entschied man sich, Eis und alkoholreduziertes Leichtbier (eng. „near beer“) herzustellen. Die Brauerei wurde zur Puraqua Products and Ice Company umfirmiert. Nach Ende der Prohibition wurde der reguläre Braubetrieb unter dem neuen Firmennamen Jones Brewing Company wieder aufgenommen. Das Produktflaggschiff war „Stoney’s Pilsener Beer“.
Jones verstarb im Jahr 1936 – seine Söhne William Jr., Paul, Hugh und David übernahmen die Leitung der Brauerei.
Auf ihrem Produktionshöhepunkt erreichte die Jones Brewing Company einen Jahresausstoß von 130.000 Barrel im Jahr 1982.
Verschiedene Faktoren führten schließlich dazu, dass die Jones Brewing Company im Jahr 2002 geschlossen wurde.

## Familie
Über Jones Familie ist nur wenig bekannt. Er hatte vier Söhne:
- William Jr.
- Paul, Vater der Schauspielerin Shirley Jones
- Hugh
- David